# Univerzita Brémy

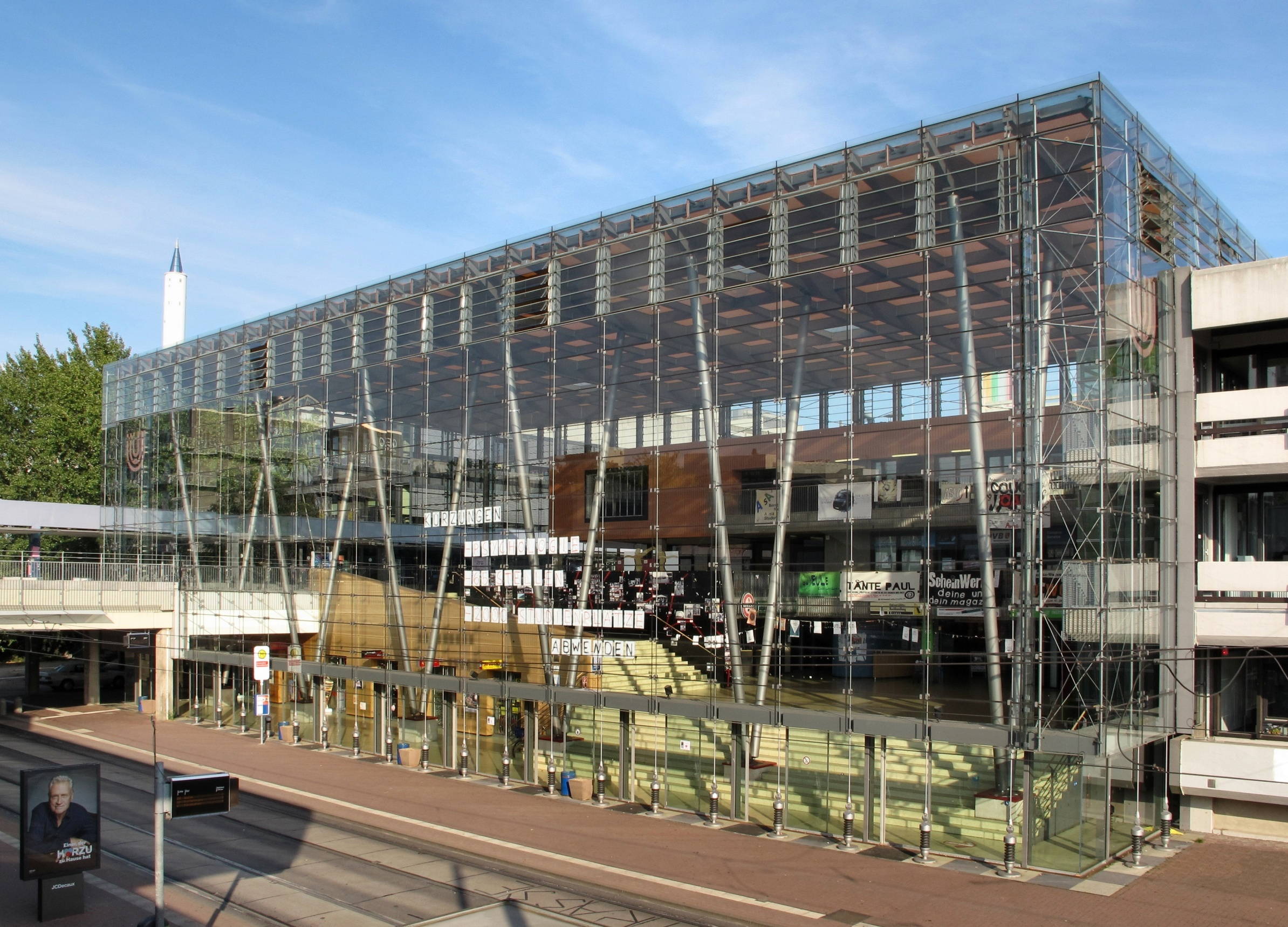
Glasshalle

Univerzita Brémy (německy: Universität Bremen) je státní univerzita v Brémách. Byla založena v roce 1971.
Univerzita Brémy se v letech 1996–2002 zúčastnila spolu s dalšími šesti německými univerzitami pilotního projektu reformy administrativy univerzit. V současnosti patří mezi 11 nejprestižnějších vysokých škol v Německu. Dobrou reputaci má především v oborech politologie, strojírenství, digitální média, fyzika, matematika, mikrobiologie, geovědy a evropské právo.

## Historie

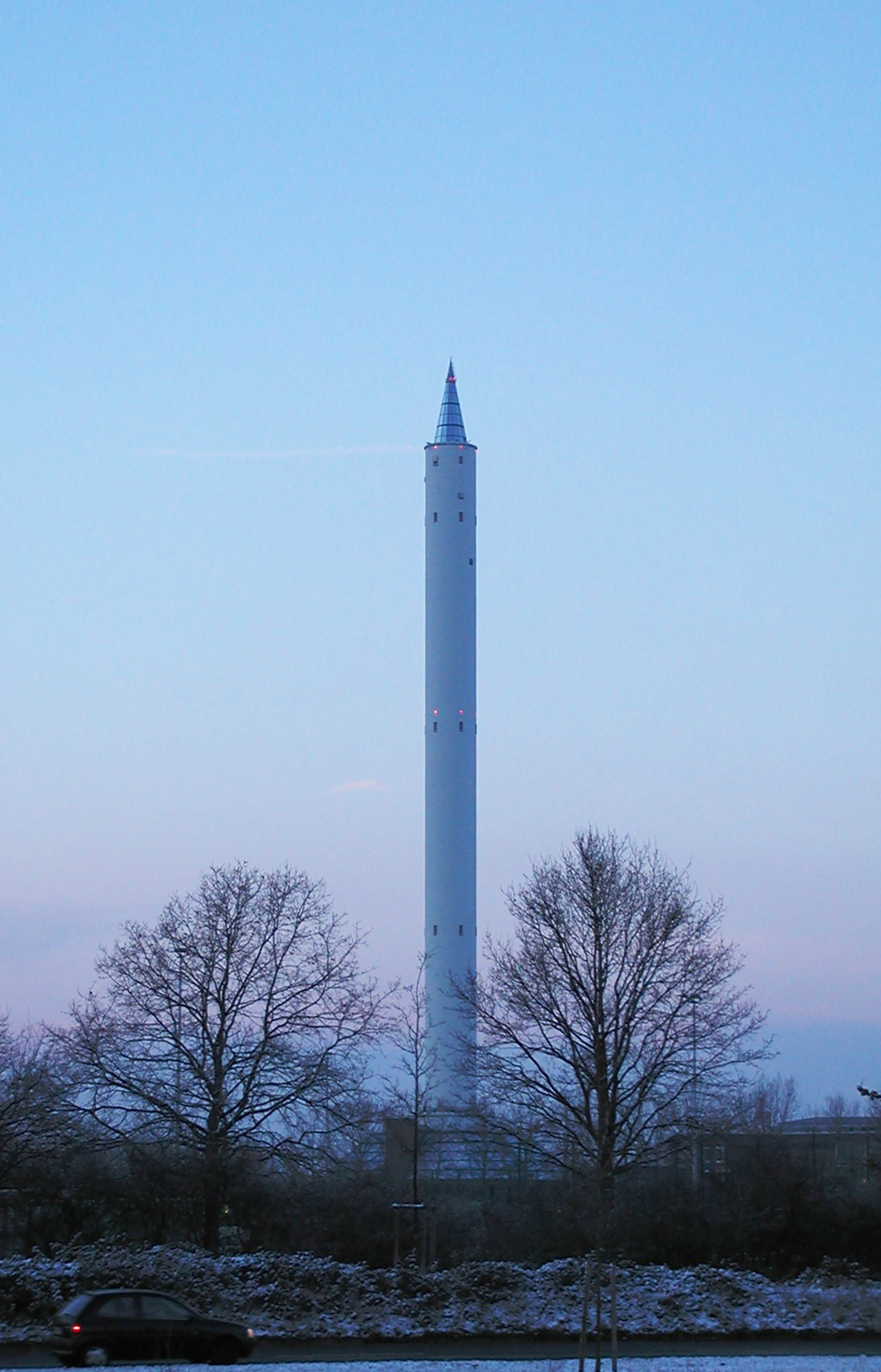
Fallturm

Základy univerzity v Brémách sahají až do doby latinské školy, která byla v roce 1584 přejmenována na Gymnasium Academicum. V roce 1610 byla přeměněna na Gymnasium Illustre, vysokou školu se čtyřmi fakultami. Tato škola existovala do roku 1810, kdy byla zrušena císařem Napoleonem. Po druhé světové válce se uvažovalo o založení univerzity. Od druhé poloviny 60. let 20. století se začal budovat univerzitní areál a výuka na Univerzitě Brémy byla zahájena v zimním semestru 1971/1972. V roce 2006 se univerzita zapojila do Exzellenzinitiative des Bundes und der Länder zur Förderung von Wissenschaft und Forschung an deutschen Hochschulen, která si klade za cíl pozvednout úroveň německých vysokých škol.

## Členění
Univerzita se skládá z 12 fakult:
- Fakulta 01: Fyzika/Elektrotechnika
- Fakulta 02: Biologie/Chemie
- Fakulta 03: Matematika/Informatika
- Fakulta 04: Strojírenství
- Fakulta 05: Geografie
- Fakulta 06: Právní věda
- Fakulta 07: Ekonomie
- Fakulta 08: Společenské vědy
- Fakulta 09: Kulturní studia
- Fakulta 10: Jazyky a literatury
- Fakulta 11: Humanitní a zdravotní věda
- Fakulta 12: Pedagogika

## Knihovna
Staats- und Universitätsbibliothek Bremen je vědeckou knihovnou, která slouží jako státní, vědecká a univerzitní knihovna pro spolkovou zemi Brémy. Ve fondu má přibližně 3,4 milionů tištěných svazků (stav z konce roku 2016).